# Zespół McCune’a-Albrighta

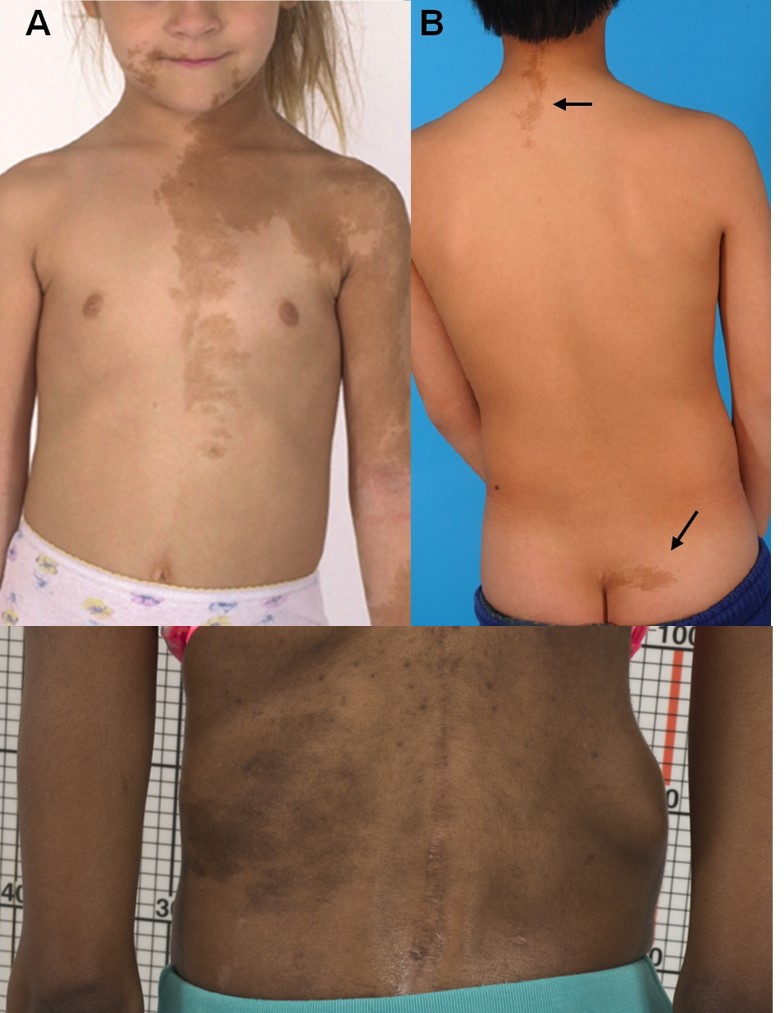
Hiperpigmentacja skóry. A) Typowa zmiana na twarzy, klatce piersiowej i ramieniu 5-letniej dziewczynki z zespołem McCune-Albright. B) Pokazano typowe zmiany, które często występują na karku i zgięciu pośladków (czarne strzałki). C) Typowa zmiana w dolnej części pleców u osoby dorosłej z zespołem McCune-Albright. Zwróć uwagę na asymetrię kręgosłupa spowodowaną skoliozą związaną z dysplazją włóknistą.

Zespół McCune’a-Albrighta (ang. McCune-Albright syndrome, polyostotic fibrous dysplasia) – choroba genetyczna objawiająca się zmianami kostnymi (dysplazja włóknista kości), skórnymi (plamy café au lait) i zaburzeniami hormonalnymi, w tym przedwczesnym dojrzewaniem płciowym. Zespół związany jest z postzygotycznymi mutacjami genu GNAS1 zaangażowanego w wewnątrzkomórkowe przekaźnictwo zależne od białek G. Chorobę opisali Donovan James McCune i Fuller Albright w 1937 roku. Może występować razem z zespołem Cushinga lub nadczynnością przytarczyc.